# Microsphaeroniscus violaceus
Microsphaeroniscus violaceus är en kräftdjursart som beskrevs av Lemos de Castro1985. Microsphaeroniscus violaceus ingår i släktet Microsphaeroniscus och familjen Scleropactidae. Inga underarter finns listade i Catalogue of Life.